# ÖBB 2085
Die Lokomotive 2085.01 der Österreichischen Bundesbahnen war eine Diesellokomotive für normalspurige Zahnradbahnen. Die Lokomotive der Achsfolge D hatte einen Stangenantrieb auf alle vier Achsen und war mit zwei Antriebszahnrädern für das Zahnstangensystem Abt ausgestattet.

## Geschichte

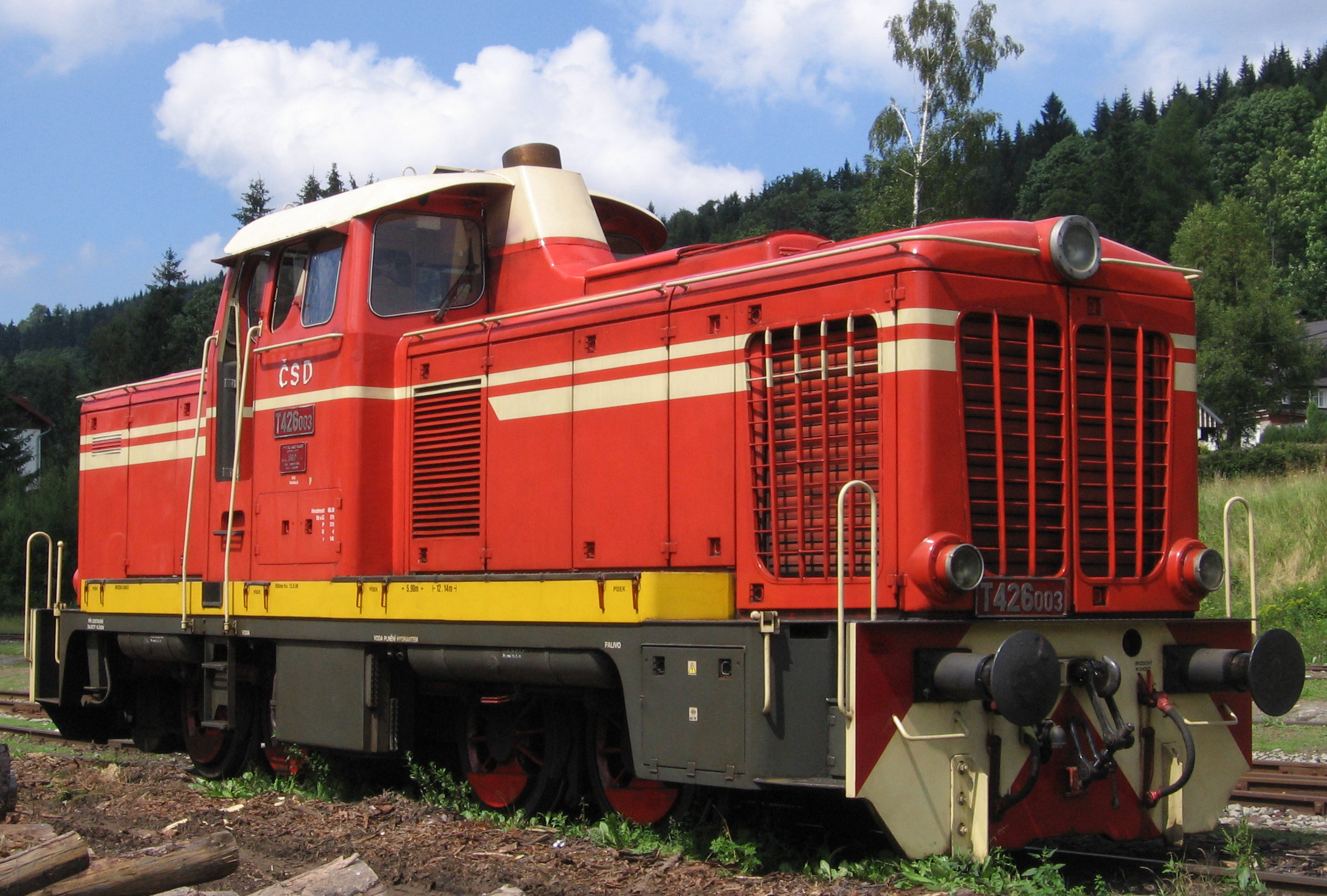
Eine der äußerlich baugleichen ČSD-Lokomotiven

Die österreichische Lokomotive 2085.01 entstand, nachdem die Československé státní dráhy bei Simmering-Graz-Pauker (SGP) vier dieselhydraulische Lokomotiven der Baureihe T 426.0 für den gemischten Reibungs- und Zahnradbetrieb auf der Tannwalder Zahnradbahn bestellte. Das Floridsdorfer Werk der SGP hatte jahrzehntelange Erfahrung im Bau von Zahnradlokomotiven Bauart Abt, ein Ruf auf den sich die Bestellung der ČSD gründete.
SGP baute 1961 aus Eigeninitiative eine fünfte, mit einer Leistung von 920 kW etwas stärker motorisierte Lok dieser Bauart und hoffte damit, die auf der Erzbergbahn in der Steiermark eingesetzten Dampflokomotiven verdrängen zu können. Technisch entsprach die Lok bis auf die erhöhte Motorleistung und dem an ÖBB-Normen angepassten Bremssystem den ČSD-Lokomotiven.
In Anlehnung an diese Dampfloks der Baureihen ÖBB 97, ÖBB 197 und ÖBB 297 erhielt die Diesellok ursprünglich die Reihenbezeichnung 2097.01. Ab 10. Mai 1962 war die Lok vorerst leihweise auf der Erzbergbahn im Einsatz.
Am 1. Juni 1963 wurde die Lok von den ÖBB angekauft und am 17. Juni 1963 als 2085.01 umgezeichnet. Die von SGP erhoffte Nachbestellung erfolgte jedoch nicht, da die Lok nicht in das von den ÖBB gewünschte Leistungsschema passte. Als Ersatz einer einzelnen Dampflokomotive war sie zu stark, für den Ersatz von zwei Lokomotiven reichte ihre Leistung jedoch nicht, so dass Güterzüge weiterhin so wie bei reinem Dampfbetrieb mit zwei Lokomotiven geführt werden mussten. Aus diesem Grund musste für 2085.01 ein eigener Umlaufplan gestaltet werden, der mit jenen der Dampfloks nicht harmonierte. Die Lok wurde rasch zum betrieblichen Außenseiter, der als Einzelstück (wohl aufgrund der langen Wartezeiten für Ersatzteile) bei Lokeinsatzleitung und Werkstätte bald unbeliebt wurde. Bei Ausfall des Zahnradtriebwerkes wurde sie im reinen Adhäsionsbetrieb im Streckenteil Leoben–Vordernberg oder beim Verschub eingesetzt.
Nachdem 1978 die für den Betrieb auf der Erzbergbahn eigens angepassten Loks der Reihe ÖBB 2043.5 übernommen, die Zahnstangen auf der Strecke demontiert wurden und der Zahnradwagen der Lok ausgebaut wurde, war sie ab dem 15. Dezember 1978 als Verschublok in Donawitz im Einsatz. Nach nur zwei Wochen wurde die 2085.01 schadhaft abgestellt und am 25. Februar 1980 ausgemustert.